# Karel Zeman (grafik)
Karel Zeman (* 7. prosince 1949 Brno) je český grafik, rytec, medailér, malíř a ilustrátor, jeden z nejvýznamnějších českých medailérů.

## Život a tvorba
Narodil se v Brně 7. prosince 1949. V letech 1965–1970 vystudoval Střední uměleckoprůmyslovou školu (UMPRUM) v Brně u profesora Dalibora Chatrného, poté v letech 1970–1976 získal akademické vzdělání na Vysoké škole uměleckoprůmyslové v Praze u profesorů Z. Sklenáře a J. Anderleho. Mezi lety 1984–1985 navíc absolvoval stipendijní studijní pobyt v Gutenbergově muzeu v německé Mohuči. V roce 1991 se stal členem Sdružení českých umělců grafiků Hollar.
Ve své tvorbě se zabývá především grafikou a medailí, řadu ocenění získal i za návrhy známek. Z častých historických motivů se jeho dlouhodobý zájem zaměřuje na období napoleonských válek a bitvu u Slavkova, volnou tvorbu často soustředí na mezilidské vztahy či karikující a ironizující zobrazení lidských vlastností.